# 马厂炮台
马厂炮台，位于中国河北省沧州市青县马厂营，1993年7月15日公布为河北省文物保护单位，2013年3月5日公布为第七批全国重点文物保护单位。现仅存炮台一座。